# Londuimbali
Londuimbali, também grafada como Londuimbale, é uma cidade e município da província do Huambo, em Angola.
Tem 2 698 km² e cerca de 161 mil habitantes. É limitado a norte pelo município do Cassongue, a leste pelo município do Bailundo, a sul pelos municípios de Ecunha e Ucuma, e a oeste pelo município de Balombo.
O município é constituído pela comuna-sede, correspondente à cidade de Londuimbali, e pelas comunas de Angalanga, Alto–Hama, Ussoque e Cumbira.